# Лучечко Іван Михайлович

Зустріч в Українському інституті модерного мистецтва, Чикаго.

Лучечко Іван (нар. 22 жовтня 1928, Горуцьке — 13 грудня 2020) — український історик з США і громадський діяч, досліджує російсько-українські стосунки, головним чином — радянського періоду, магістр бібліотекознавства.

## З життєпису
Гімназійну освіту розпочав у Стрию в 1941 році, а закінчив матурою після війни у Німеччині, в українському таборі Гайденав. До Німеччини потрапив під час німецької облави у фронтовій зоні в серпні 1944 р.
Ветеран збройних сил США, служив 4 роки у американських військово-повітряних силах.
Студіював у Колюмбійському університеті в Нью-Йорку, захистив там дві магістерські роботи — з історії та бібліотекарства. 3 роки працював у Колюмбійському університеті, а відтак 32 роки викладачем історії і заступником директора бібліотеки у New Jersey City University.
У 1981 р. одержав нагороду у Гарварді за англомовну працю «Російсько-українська проблема. 1917—1921 рр.» Від 1966 року був багаторазовим провідником туристичних маршрутів до Радянського Союзу від української агенції «Ковбасюк» у Нью-Йорку, але у 1980 р. СРСР заборонив йому в'їзд.
Керував Управою Українського Музею в Нью-Йорку.

### Експедиції
- У 1993 році разом з американською освітньою місією відвідав через Аляску Магадан, Владивосток, Хабаровськ і мав зустрічі з українцями «Зеленого Клину».
- У 1998 році відвідав Соловки, був у Архангельську і Мурманську, досліджував шляхи українців цими землями.

### Праці
- «Російсько-українська проблема. 1917—1921 рр.» Гарвард. 1981. (англ.).